# ثابت كولوم
ثابت كولوم (يرمز له ب {\displaystyle ke} ) هو ثابت تناسب في المعادلات المتعلقة بالمتغيرات الكهربائية و هو يساوي بالضبط
(ke = 8.9875517873681764×109 N·m2/C2 (i.e. m/F
تمت تسميته نسبة إلى الفيزيائي الفرنسي شارل أوغستان دي كولوم (1736-1806) الذي استعمله لأول مرة في قانون كولوم .
قيمة ثابت كولوم هي 9×10 ^9 نيوتن . م^2/كولوم ^2
فالكولوم هو مقدار الشحنة الكهروسكونية التي إذا وضعت على بعد 1 م من شحنة مماثلة لها وكان الوسط الفاصل بين الشحنتين الهواء كانت القوة بينهما 9×10 ^9نيوتن